# George William Anderson
Sir George William Anderson, KCB (* 1791; † 12. März 1857) war ein britischer Kolonialadministrator, der unter anderem zwischen 1841 und 1842 kommissarischer Gouverneur von Bombay, von 1849 bis 1850 Gouverneur der Kronkolonie Mauritius sowie zwischen 1850 und 1855 Gouverneur der Kronkolonie Britisch-Ceylon war.

## Leben
George William Anderson war der Sohn von Robert Anderson sowie der Bruder Margaret Stewart Anderson, die mit dem Kolonialadministrator John Romer (1771–1858) verheiratet war, der unter anderem 1831 ebenfalls kommissarischer Gouverneur von Bombay war. Er selbst trat 1806 in den Bombay Civil Service ein, den Verwaltungsdienst der Präsidentschaft Bombay in Britisch-Indien, und wurde 1816 Hilfsrichter in Surat. Nachdem er für die Ausarbeitung des bürgerlichen Gesetzbuches (Bombay Civil Code) von 1827 verantwortlich war, diente er als Richter am Obersten Finanzgerichtshof (Sadr Diwani Adalat) und dem Strafgerichtshof (Sadr Faujdari Adalat). 1838 wurde er in die Indian Law Commission berufen, eine 1834 gegründete Kommission zur Erforschung und Beratung der Regierung bei Rechtsreformen, die sich aus Rechtsexperten zusammensetzt und von einem pensionierten Richter geleitet wurde. Nach der Abberufung des bisherigen Amtsinhabers Sir James Rivett-Carnac war er vom 28. April 1871 bis zum Amtsantritt von Sir George Arthur am 9. Mai 1842 kommissarischer Gouverneur von Bombay. Er fungierte darüber hinaus von 1843 bis 1846 als Präsident der Royal Asiatic Society in der Präsidentschaft Bombay. In Anerkennung seiner Verdienste wurde er am 22. Februar 1849 als Knight Bachelor (Kt) geadelt, so dass er fortan das Prädikat „Sir“ führte.
Als Nachfolger des bisherigen Gouverneurs Sir William Maynard Gomm und nach einer kommissarischen Amtsführung von Thomas Blanshard (5. Mai bis 8. Juni 1849) übernahm Sir George William Anderson am 8. Juni 1849 den Posten als Gouverneur der Kronkolonie Mauritius und bekleidete diesen bis zum 19. Oktober 1850, woraufhin nach einer kommissarischen Amtsführung von William Sutherland am 8. Januar 1851 James Macaulay Higginson neuer Gouverneur dieser Kronkolonie wurde. Er wurde am 22. November 1850	auch zum Knight Commander des Order of the Bath (KCB) erhoben und wurde am 27. November 1850 als Nachfolger von George Byng, 7. Viscount Torrington und nach einer kommissarischen Amtsführung von Charles Justin MacCarthy (18. Oktober bis 27. November 1850) Gouverneur der Kronkolonie Britisch-Ceylon. Er verblieb auf diesem Posten bis zum 18. Januar 1855 und wurde nach einer erneuten kommissarischen Amtsführung von Charles Justin MacCarthy am 11. Mai 1855 von Sir Henry George Ward als Gouverneur von Britisch-Ceylon abgelöst.